# Giro de Lombardía 1989
El Giro de Lombardía 1989, la 83.ª edición de esta clásica ciclista, se disputó el 14 de octubre de 1989, con un recorrido de 260 km entre Como y Milán. El suizo Tony Rominger consiguió imponerse en la línea de llegada.  El francés Gilles Delion y el belga Luc Roosen acabaron segundo y tercero respectivamente.

## Clasificación final
| Posición | Ciclista         | Equipo              | Tiempo     |
| -------- | ---------------- | ------------------- | ---------- |
| 1        | Tony Rominger    | Chateau d'Ax        | 6h 46' 35" |
| 2        | Gilles Delion    | Helvetia-La Suisse  | + 2' 33"   |
| 3        | Luc Roosen       | Histor-Sigma        | + 2' 34"   |
| 4        | Raúl Alcalá      | PDM-Ultima-Concorde | + 4' 06"   |
| 5        | Roberto Pagnin   | Malvor-Sidi         | m. t.      |
| 6        | Patrick Robeet   | Domex-Weinmann      | m. t.      |
| 7        | Marcello Siboni  | Ariostea            | m. t.      |
| 8        | Rolf Gölz        | Superconfex-Yoko    | + 4' 33"   |
| 9        | Martin Earley    | PDM-Ultima-Concorde | m. t.      |
| 10       | Franco Ballerini | Malvor-Sidi         | m. t.      |